# Klávesa End

Klávesa END mezi ostatními klávesami

Klávesa End je klávesa běžně se nacházející na počítačových klávesnicích. Tato klávesa funguje zcela opačně než „klávesa home".

## Microsoft Windows a Linux
V textových editorech běžících pod operačními systémy Microsoft Windows a Linux tato klávesa primárně slouží k posunutí kurzoru na konec řádku, na kterém se kurzor nachází. Pokud daný text není editovatelný, pak slouží k posunu na konec tohoto dokumentu (to ostatně může být provedeno i v editovatelném dokumentu, je-li zároveň s touto klávesou stisknuta klávesa Ctrl.
Může být také použita k označení veškerého textu za kurzorem, je-li spolu s ní zmáčknuta klávesa Shift.

## Mac OS X
Ve většině aplikací na této platformě funguje jinak než u jiných. Neovlivňuje totiž umístění kurzoru, ale pozici obrazovky. Je-li zmáčknuta, tak se obraz přesune na konec textu, ale kurzor zůstává stále na stejné pozici.